# أولشيننغو
أولشيننغو هي بلدية في مقاطعة فرشيلي التابعة لإقليم بييمونتي الإيطالي، تقع على بعد حوالي 60 كيلومتر (37 ميل) إلى الشمال الشرقي من مدينة تورينو وحوالي 10 كيلومتر (6 ميل) شمال غرب مدينة فيرتشيلي.
تقع أولشيننغو على حدود البلديات التالية: كرسنبلوت، كازانوفا إلفو، كولوبيانو، كوينتو فيرسيلسي، سان جرمانو فيرسيلسي، فيرتشيلي.

## السكان
في سنة 1861 بلغ عدد السكان 1٬228 نسمة، وتطور العدد ليصل في سنة 2011 لـ 754 نسمة.
يظهر هذا المخطط البياني تطور النمو السكاني لـ أولشيننغو